# Kappa Aquarii
Désignations
Kappa Aquarii (κ Aquarii / κ Aqr) dans la Désignation de Bayer est une étoile double de la constellation du Verseau, nommée Situla. 

## Nomenclature
Situla est le nom propre pour Kappa Aquarii / κ Aqr aujourd’hui approuvé par l’Union astronomique internationale (UAI). C’est à l’origine  الرلو al-Dalw, le nom de la constellation venant du ciel arabe traditionnel. Joseph Juste Scaliger (1579) le traduit par Situla, qui est le mot latin pour « seau ». Puis, dans son Uranometria (1603), Johann Bayer (1603) note au sujet de κ Aqr : Arab. Situla cognominatur. Le mot est désormais un nom d’étoile. Signalé par Richard Allen (1899), il va désormais figurer dans des catalogues du XXe siècle, notamment chez Harley Barlow Rumrill (1930)  ou chez Jack W. Rhoads , avant de circuler plus largement.

## Propriétés
Kappa Aquarii / κ Aqr est un  système est visible à l’œil nu, avec sa magnitude apparente de 5,03. Sur la base des mesures de parallaxe effectuées au cours de la mission Hipparcos, elle est distante d'environ ∼ 214 a.l. (∼ 65,6 pc) du Soleil. 
Kappa Aquarii / κ Aqr est une étoile géante de type spectral K2 III. Elle a épuisé sa réserve d'hydrogène et s'est élargie jusqu'à faire 13 fois le rayon du Soleil. Sa luminosité est 40 fois plus importante que celle du Soleil. Sa température de surface est estimée à 4 581 K, ce qui lui donne la lueur orangée des étoiles de type K.
Kappa Aquarii / κ Aqr possède un compagnon recensé dans les catalogues d'étoiles doubles et multiples. Désigné Kappa Aquarii B, il s'agit d'une étoile située à une séparation angulaire de 84,4 secondes d'arc en date de 2016 et d'une magnitude apparente de 12,2. Selon Eggleton & Tokovinin (2008), les deux étoiles pourraient former un véritable système binaire large. Le catalogue d'étoiles doubles de Washington indique cependant que les deux étoiles présentent un mouvement propre différent, ce qui indique que leur proximité apparente n'est en fait qu'une coïncidence, formant alors une double optique.